# Purumitra australiensis
Purumitra australiensis är en spindelart som beskrevs av Brent D. Opell 1995. Purumitra australiensis ingår i släktet Purumitra och familjen krusnätsspindlar.
Artens utbredningsområde är Queensland. Inga underarter finns listade i Catalogue of Life.